# Darlindo Artesão
Darlindo José de Oliveira Pinto (Monte Alegre, 1959), também conhecido como Darlindo Artesão, é um artesão paraense.

## Biografia
Darlindo José de Oliveira Pinto nasceu na cidade de Monte Alegre, oeste do Pará, em 10 de julho de 1959.
Darlindo aprendeu o ofício de artesão de balata aos 10 anos de idade, olhando o vizinho "João Boi" trabalhar o material. Até os 15 anos de idade, ele vendia as peças que fabricava para os navios que aportavam em Monte Alegre no caminho para Manaus. Depois ele se mudou para Belém, seguindo outros artesão (Antônio, Oscarino e Paulo), pois lá o mercado de venda do artesanato era melhor.
Esse artesanato é produzido com látex da balateira (Manilkara bidentata, também conhecida como maparajuba), uma goma elástica muito parecida com o látex da seringueira e os objetos são similares aos feitos de borracha. Em sua maioria, as peças são miniaturas lúdicas e decorativas da fauna e da flora amazônicas, dos costumes indígenas, das montarias da Ilha do Marajó, além de lendas e mitos da Amazônia. A “Balata: Amazônia em miniatura” teve seu valor cultural reconhecido em publicação do Instituto do Patrimônio Histórico e Artístico Nacional (Iphan).
Em 2012, era presidente da Federação das Associações Cooperativas de Artesãos (Facapa) e também do Grupo de Trabalho Colegiado Artesanato, do Conselho Nacional de Política Cultural (CNPC), vinculado ao Ministério da Cultura.
Foi candidato a deputado estadual pelo CIDADANIA nas eleições de 2022.

## Vida pessoal
Darlindo é casado e tem quatro filhos.

## Reconhecimentos
Em 2019, Darlindo José de Oliveira Pinto recebeu o título de Honra ao Mérito da Câmara Municipal de Monte Alegre.

Em 2012, o artesanato de balata “Búfalo Montado”, criação de Darlindo José de Oliveira Pinto, foi agraciado com o certificado da 3ª edição do “Reconhecimento de Excelência da Unesco para os produtos artesanais do Mercosul+”. No dia 11 de março de 2013, o Ministério do Desenvolvimento, Indústria e Comércio Exterior (MDIC), reafirmou o reconhecimento no oficio n° 21/2013/SCS.